# Kriza-kódex

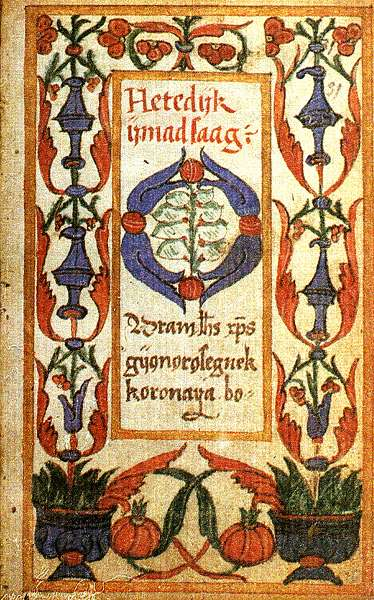
A hetedik imádság.

A Kriza-kódex 1532-ből származó magyar kódex.
A mindössze 43 levélből álló, 16-r. alakú, díszes kezdőbetűkkel és oldaldíszekkel ellátott kis hártyakódex imádságokat tartalmaz. Az első lap kivételével Garay Pál domonkos-rendi szerzetes írta. Kriza János juttatta az Akadémiai Könyvtárba (innen ered a neve). Volf György adta ki először a Nyelvemléktár II. kötetében 1874-ben.